# Carvalhais (São Pedro do Sul)
Carvalhais is een plaats (freguesia) in de Portugese gemeente São Pedro do Sul en telt 1762 inwoners (2001).